# Tour de Flandes 1973
El Tour de Flandes 1973 va ser la 57a edició del Tour de Flandes. La cursa es disputà l'1 d'abril de 1973, amb inici a Gant i final a Merelbeke després d'un recorregut de 260 quilòmetres. El belga Eric Leman guanyà per segon any consecutiu, aconseguint la seva tercera i darrera victòria en la prova. Leman s'imposà en l'esprint final als belgues Freddy Maertens, Eddy Merckx i Willy de Geest.

## Classificació final
|    | Ciclista                  | Equip                      | Temps      |
| -- | ------------------------- | -------------------------- | ---------- |
| 1  | Eric Leman (BEL)          | Peugeot-BP-Michelin        | 6h 17' 00" |
| 2  | Freddy Maertens (BEL)     | Flandria-Shimano-Carpenter | m. t.      |
| 3  | Eddy Merckx (BEL)         | Molteni                    | m. t.      |
| 4  | Willy de Geest (BEL)      | Rokado                     | m. t.      |
| 5  | Joop Zoetemelk (NED)      | Gitane-Frigecreme          | + 45"      |
| 6  | Walter Godefroot (BEL)    | Flandria-Shimano-Carpenter | + 51"      |
| 7  | Frans Verbeeck (BEL)      | Watney-Maes                | m. t.      |
| 8  | Herman van Springel (BEL) | Rokado                     | m. t.      |
| 9  | Patrick Sercu (BEL)       | Brooklyn                   | m. t.      |
| 10 | Willy In't Ven (BEL)      | Molteni                    | + 1' 23"   |